# Against You
Against You è il primo album della band thrash metal dei Rebel Devil, pubblicato alla fine del 2008.
Contiene 12 tracce in stile southern metal, con influenze di band quali Pantera e Down.
La registrazione del disco è stata effettuata allo studio Larione 10 di Firenze, dove sono stati curati anche il mixaggio e la produzione da parte di Paolo Favati e Gherardo Monti, mentre il mastering è stato fatto da Andreolli.
Secondo quanto dichiarato da Dario Cappanera in alcune interviste il CD avrebbe dovuto essere inciso dalla formazione che portava il suo cognome, la quale però si sciolse prima di poterlo registrare.